# Якутская алмазоносная провинция
Яку́тская алмазоно́сная прови́нция — крупнейшая алмазоносная провинция в России по запасам. 
Она расположена в северо-восточной части Сибирской платформы, занимая площадь около 1 млн км2. Здесь выявлено более 1100 кимберлитовых трубок, даек и жил, залегающих в различной геологической обстановке. В пяти кимберлитовых полях провинции (Мирнинском, Далдынском, Алакит-Мархинском, Накынском и Верхнемунском) были обнаружены кимберлитовые тела с высоким промышленным содержанием алмазов.

## История открытия и изучения
Возможность находок алмазов в России первым предсказывал М. В. Ломоносов. В 1763 году он писал:

Станем искать металлов, золота, серебра и прочих; станем добираться отменных камней, мраморов, аспидов и даже до изумрудов, яхонтов и алмазов… По многим доказательствам заключаю, что и в северных земных недрах пространно и богато царствует натура… Сие рассуждая, и представляя себе то время, когда слоны и южных земель травы на севере важивались, не можем сомневаться, что могли произойти алмазы, яхонты и другие дорогие камни, и могут обыскаться, как недавно серебро и золото, коего предки наши не знали.

В 1929 г. в Южной Африке проходил Международный геологический конгресс, делегатом которого был видный советский геолог и минералог Н. М. Федоровский. Вернувшись из поездки, он написал книгу «В стране алмазов и золота», где указывал:

СССР особенно заинтересован как нахождением алмазов, так и их искусственным получением. Дело в том, что из всех полезных ископаемых на территории СССР, пожалуй, есть всё, кроме одних алмазов... Находки алмазов известны с давних времен на Южном Урале, но в крайне незначительном количестве: за 20 лет было найдено не более 200 кристаллов алмазов. Эти алмазы найдены при промывке золотоискателями золотоносных песков совершенно случайно. Планомерные поиски алмазов до сих пор не производились. Судя по примеру Южной Африки, алмазы нужно искать в области распространения тяжёлых магнезиальных магм, богатых минералом оливином. Совместно с алмазами в Южной Африке обычно находят ильменит или титанистый железняк, гранат типа альмандина, хромо-диопсид и др. В Кимберлее в породах встречается громадное количество ильменита, в Бразилии алмазы встречаются совместно с драгоценными камнями, аметистами, топазами, редчайшим минералом эвклазом и др. Из всех областей СССР больше всего напоминают Бразилию наши южноуральские районы, расположенные к югу от Миасса. Тип же южноафриканских месторождений пока что не встречен, возможно, что он будет найден в многочисленных вулканических областях Сибири и Северного Урала..

Вилюйский краевед и учитель П. Х. Староватов собирал сведения о месторождениях полезных ископаемых в бассейне р. Вилюй. О наиболее интересных фактах он сообщал в центральные и местные газеты и журналы, пытаясь таким образом привлечь внимание геологов к природным богатствам Западной Якутии. В 1939 году П. Х. Староватов представил в народный комиссариат цветной металлургии СССР записку «Притоки Вилюя и их значение», в которой перечислил собранные им сведения о находках необычных кристаллов, и высказал предположение, что это могли быть алмазы. Постановлением Правительства Республики Саха (Якутия) от 13.09.1993 г. № 403 «Об участии местного населения в открытии и разведке алмазных месторождений в бассейне р. Вилюй (1949—1956 гг.)» П. Х. Староватов был официально признан первым заявителем наличия алмазных месторождений на Вилюе.
Научный прогноз о возможности нахождения на Сибирской платформе кимберлитов связан с именами советских учёных В. С. Соболева, А. П. Бурова, М. М. Одинцова и Г. Г. Моора.
Первый алмаз из внутренних районов Сибирской платформы весом около 15 мг был найден 20 августа 1948 года в бассейне реки Нижняя Тунгуска на участке «Синий Хребтик» в пробе, отобранной из террасовых отложений реки Малая Ерёма. Этот алмаз был первым шагом к открытию новой алмазоносной провинции.
7 августа 1949 года отряд разведочной партии Амакинской экспедиции под руководством Г. Х. Файнштейна обнаружил первую алмазную россыпь на реке Вилюй. Первый алмаз был обнаружен на песчано-галечной косе Соколиной, в 6 км выше с. Крестях. Эта находка привела к открытию богатейшей алмазоносной площади Западной Якутии.
С момента открытия 21 августа 1954 года Л. А. Попугаевой первого кимберлитового тела на территории Якутской алмазоносной провинции проводился широкий комплекс тематических исследований, в которых наряду с производственными организациями принимали участие научные сотрудники СО АН СССР, Якутского филиала СО АН СССР, ЦНИГРИ, ВСЕГЕИ, ВИМС, НИИГА.
В феврале 1956 года с трибуны XX съезда КПСС Председатель Совета Министров СССР Н. А. Булганин объявил:

Замечательным открытием последних лет является обнаружение богатых месторождений алмазов в Якутской АССР.

4 января 1957 года коллегия Министерства цветной металлургии СССР приняла постановление «О промышленном освоении вилюйских алмазных месторождений». В 1957 году был создан трест «Якуталмаз». В СССР родилась новая отрасль промышленности — алмазодобывающая.

## Кимберлиты

### Морфология кимберлитовых тел
Кимберлитовые тела Якутской алмазоносной провинции представлены трубками, дайками и жилами.
Кимберлитовые трубки обычно имеют форму конуса, обращенного вершиной вниз. Наиболее типичной формой поперечного сечения трубки является искаженный эллипс или близкие ему фигуры. Реже отмечаются трубки неправильной, удлинённой или округлой в плане формы. Очень редки так называемые сдвоенные трубки.
Контакты кимберлитовых тел с вмещающими породами обычно почти вертикальные (80—90°). Узковытянутые тела характеризуются соотношением длинной и короткой осей 1:6—1:7, контакты несколько положе, чем у изометричных (65—80°). Многие хорошо изученные и оконтуренные на глубине кимберлитовые трубки имеют резкое расширение вблизи дневной поверхности (приповерхностный раструб). С глубиной такие трубки резко сужаются и уже на первых 100—200 м площадь поперечного сечения этих трубок может уменьшиться в 1,5—2 раза. В этом случае углы падения контактов трубок изменяются весьма резко — от 25—30° (в зоне раструба) до почти вертикальных на глубине.
Скорости сокращения площади поперечных сечений трубок зависят от механических свойств вмещающих горных пород и физико-химических особенностей кимберлитовых расплавов, а также величины эрозионного среза.
Собственно кимберлитовые дайки и жилы распространены преимущественно в северной части провинции. Среди них выделяются дайки, служившие подводящими каналами (корни трубок взрыва?); дайки и жилы, выполняющие поздние трещины в кимберлитовых трубках, и самостоятельные дайки и жилы, не связанные с диатремами.
По простиранию некоторые дайки имеют раздувы, напоминающие в плане форму линзовидных (или уплощённых) трубок взрыва. Протяжённость отдельных даек достигает 2 км, мощность от нескольких сантиметров до 2—3 м. Падение даек, как травило, крутое, близкое к вертикальному, реже встречаются дайки, угол падения которых равен 50—60°. В северной части провинции установлены пересекающиеся дайки кимберлитов. В месте пересечения кимберлитовых даек иногда фиксируются трубчатые тела. Очень редко кимберлиты встречаются в форме маломощных жил, пересекающихся многократно в различных направлениях.
Вмещающие породы вблизи кимберлитовых тел дислоцированы довольно слабо. Обычно наблюдаются задиры пластов осадочных пород вверх, реже фиксируется падение пород в сторону трубок. Непосредственно на контакте вмещающие породы сильно раздроблены. Мощности зон дробления изменяются в значительных пределах, но обычно составляют первые метры, реже десятки метров. На контактах трубок часто наблюдаются зеркала скольжения и участки развальцевания пород.
К эндоконтактам кимберлитовых тел тяготеют зоны прожилковой и вкрапленной сульфидной минерализации. Во многих случаях в зонах экзоконтактов отмечаются маломощные разноориентированные прожилки кимберлитового материала. Наиболее крупные кимберлитовые жилы (дайки) чаще прослеживаются согласно с направлением длинных осей трубок.
Изменения вмещающих пород незначительны и выражены серпентинизацией, ожелезнением, изменением интенсивности окраски в сторону осветления.
Большинство кимберлитовых тел Якутии обнаружено среди карбонатных отложений верхнего протерозоя и палеозоя. Редко кимберлитовые трубки прорывают терригенные отложения перми и триаса, включая и образования трапповой формации. Известны кимберлитовые тела, частично или полностью перекрытые каменноугольными и пермскими отложениями и траппами или юрскими рыхлыми образованиями. В некоторых районах обнаружены погребенные кимберлитовые трубки. Обычно наблюдается спокойное налегание осадочных терригенных отложений на поверхность кимберлитового тела. Базальные слои терригенных отложений (песчаники или конгломераты) содержат продукты разрушения кимберлитов — пироп, пикроильменит, оливин, хромит и другие. Среди перекрывающих терригенных пород фиксируются пласты траппов (долериты) мощностью от нескольких десятков сантиметров до 40—50 м. Суммарные мощности перекрывающих отложений изменяются от 5 до 85 м.
Контакт кимберлитов с перекрывающими отложениями пологоволнистый, резкий. Часто кимберлиты ниже контакта сильно выветрелые и разрушены, а зона контакта насыщена гидроокислами железа.
Известны случаи налегания пластов траппов раннетриасового возраста на кимберлиты. Контакт траппов и кимберлитов ровный и чёткий. Контактовые воздействия траппов на кимберлиты незначительные и выражаются, в изменении цвета (до чёрного в узкой приконтактовой полосе в 0,3—1 м), частичной перекристаллизации кимберлитов и их уплотнения. Мощности траппов, перекрывающих кимберлитовые трубки, изменяются от 20 до 115—120 м.
В одном из кимберлитовых полей выявлены трубки, прорывающие пермские терригенные отложения и нижнетриасовые траппы. Пермские отложения и нижнетриасовые траппы вблизи контакта с кимберлитами сильно лимонитизированы. Ожелезнение наблюдается и в кимберлитах тех трубок, где отмечается лимонитизация. Пермские пески на контактах с кимберлитами обычно уплотнены. На контактах долеритов с кимберлитами иногда отмечается окремнение. В траппах по трещинам нередко наблюдаются прожилки кимберлитового материала. Ширина экзоконтактовых изменений составляет 0,1—1 м, а в эндоконтактовых — 0,6—1,1 м.
Установлены очень сложные взаимоотношения кимберлитовых тел с интрузивными траппами. В отдельных районах в верхних частях разрезов палеозойских карбонатных пород установлены силлы долеритов мощностью до 95—100 м. Строение кимберлитовых полей в таких районах осложнено разрывными нарушениями, амплитуды вертикального перемещения карбонатных пород силура и ордовика достигают 100 м, при этом амплитуды перемещений зависят от мощности внедрившихся силлов. Наряду с вертикальными перемещениями практически горизонтально залегающих пород палеозоя зафиксированы горизонтальные перемещения блоков осадочных пород, находящихся обычно между силлами траппов. Например, юго-западная часть одной трубки срезана силлом долеритов мощностью до 9 м и перемещена в западном направлении на 250 м. Площадь срезанной части трубки составляет около 10 500 м2. Площадь силла составляет около 3 км2. В другом случае силлом долеритов мощностью 30—35 м отторгнут от кимберлитовой трубки блок кимберлитовых пород и перемещён в субгоризонтальном направлении на расстояние 50 м. Особую сложность представляют поиски нижних, неперемещённых частей кимберлитовых трубок.

### Возраст кимберлитов
Время образования кимберлитовых тел определялось геологическими и радиометрическими методами. Определения возраста кимберлитов, основанные на геологических наблюдениях, в большинстве случаев весьма неопределённые. Часто верхний предел образования кимберлитовых тел с помощью геологических методов вообще не может быть определён из-за того, что перекрывающие осадочные (или вулканогенные) образования полностью денудированы, а ксенолиты этих пород в кимберлитах плохо поддаются диагностике и, за редкими исключениями, почти не содержат достаточных количеств флоры или фауны.
Относительно уверенно и в сравнительно узком интервале времени определяется по геологическим данным возраст (как девон — ранний карбон) кимберлитов, которые прорывают ордовик — силурийские карбонатные породы и перекрыты верхнекаменноугольно-терригенными отложениями. Наиболее неопределенно по геологическим наблюдениям возрастное положение многих кимберлитовых тел, залегающих среди архейских образований.
Результаты определения возраста кимберлитов калий-аргоновым методом по вкрапленникам флогопита существенно противоречат геологическим данным. В наибольшем соответствии с комплексом геологических данных находятся цифры определения абсолютного возраста кимберлитов по цирконам методом треков. Согласно результатам определения возраста по методу треков все кимберлиты провинции объединяются в две возрастные группы: 401—469 млн лет на юге провинции и 151—220 млн лет на севере.
Приведённые возрастные группы кимберлитов в пределах провинции соответствуют по времени среднепалеозойскому и мезозойскому тектоно-магматическим циклам развития Сибирской платформы.

### Структурный контроль размещения кимберлитов
Кимберлитовые поля размещены на территории северо-восточной части Сибирской платформы в определённом порядке: среднепалеозойские поля образуют широкую и протяжённую трассу, ориентированную в северо-восточном направлении; расположение мезозойских полей на севере провинции напоминает в плане латинскую букву V, обращенную остриём на юг.
Размещение районов кимберлитового магматизма среднепалеозойского возраста может найти объяснение в том случае, если интерпретировать структуру основания Вилюйской синеклизы как часть континентального рифта. Видимое размещение кимберлитовых полей может определяться их положением на участках пересечения Тунгусско-Оленёкской зоны разломов с поперечными среднепалеозойскому рифту древними зонами разломов северо-западного простирания, активизированными при сводообразовании.
Кимберлитовые поля мезозойского возраста в своём размещении, вероятно, контролируются положением контуров древней средне-позднепротерозойской впадины.
Положение мезозойских кимберлитовых полей в пределах северо-западной и северо-восточной ветвей глубинных разломов определяется, возможно, участками пересечения последних широтными зонами разломов, ориентированных перпендикулярно к Уджинскому авлакогену.

## Россыпная алмазоносность
В Якутии алмазы и минералы-спутники алмазов установлены в отложениях верхнего палеозоя, мезозоя и кайнозоя. Имеются также находки пиропов и пикроильменитов в более древних осадочных толщах: нижнекаменноугольных отложениях, нижне- и среднедевонских отложениях и в верхнепротерозойских отложениях.
Все это указывает на широкий возрастной (от позднего протерозоя до голоцена) диапазон распределения алмазов и их минералов-спутников в осадочных толщах. Отдельные из этих толщ, содержащие россыпи алмазов и сформировавшиеся в специфической тектонической и палеогеографической обстановках, принадлежат алмазоносным формациям.
Главный полезный компонент таких формаций — алмаз обладает исключительно высокой устойчивостью к механическому износу и небольшим удельным весом. Эти физические свойства алмазов предопределяют сходство его россыпей с россыпями титана, что является важным поисковым признаком и служит ведущим критерием при прогнозных построениях. Другой особенностью условий концентрации алмазов в россыпях является то, что в коренных источниках алмазы встречаются преимущественно во фракции +1 мм. Это обусловливает накопление алмазов преимущественно в грубозернистых терригенных осадках. При этом, как и в случае с россыпями титана, исключительно благоприятную роль для увеличения содержаний алмазов в россыпях играет неоднократный перемыв продуктивных толщ.
Необходимым условием формирования аллювиальных и прибрежно-морских россыпей является наличие выдержанных по площади промежуточных коллекторов.
Вместе с тем, формирование россыпей алмазов не было непрерывным, а осуществлялось в сравнительно непродолжительные россыпеобразующие эпохи, разделенные значительными «непродуктивными» интервалами. Как правило, такие россыпеобразующие эпохи совпадают с этапами тектонической стабилизации крупных морфоструктур, включающих кимберлитовые поля или примыкающих к ним.
Пространственное и возрастное распределение установленных в Якутии позднепалеозойской, мезозойской, позднемезозойско-раннекайнозойской алмазоносных формаций в целом подчиняется отмеченным закономерностям. В отдельных случаях наблюдаются отклонения от общих закономерностей, обусловленные проявлением местных (локальных) россыпеобразующих эпох.

### Мезозойская формация
В раннемезозойских россыпях Кютюнгдинской (Приленской) области, протянувшейся по Ленскому левобережью между устьем р. Моторчуны и устьем Лены, октаэдры алмазов встречены геологами ВАГТа в 1957 г. Они установили алмазоносность отложений среднего и верхнего триаса, нижней и верхней юры, а также присутствие минералов-спутников алмаза в разрезах венда, кембрия и нижнего триаса. В триасовых кимберлитах Лучаканского поля Анабаро-Оленекской области (диатремы Отрицательная, Флажок, Двойная и др.) отмечено до 25% бесцветных и молочно-белых кубоидов с облегченным δ 13С (-17 – -20%).

### Позднемеловая-раннекайнозойская формация
Рассматриваемая формация является олигомиктовой и содержит в своем составе материал кор выветривания, существовавших в позднемеловую-раннепалеогеновую, палеогеновую, неогеновую и плиоцен-раннеплейстоценовую эпохи.
Отложения мел-палеогенового возраста имеют аллювиальное происхождение, значительную мощность и характеризуются весьма неравномерным распределением полезного компонента. Наиболее продуктивный горизонт локализован в базальных галечниках. Алмазоносны также палеогеновые галечники аллювиального и озёрного происхождения.
На севере формация представлена плиоцен-нижнеплейстоценовыми элювиальными, делювиальными, эоловыми и аллювиальными отложениями. Наиболее продуктивны элювиальные и склоновые отложения, имеющие в своём составе продукты переотложенных кор выветривания.
Известны также верхненеогеновые галечники, приуроченные к поверхностям выравнивания с абсолютными отметками 100—110, 120—140 и 140—200 м. Галечники являются аллювиальными образованиями.

### Позднекайнозойская формация
Проявления россыпной алмазоносности данной формации в большинстве случаев сформированы за счёт многократного перемыва более древних россыпей и промежуточных коллекторов. Большая часть россыпей формации образовалась в позднем плейстоцене и голоцене. Формация представлена элювиальными, делювиальными и аллювиальными россыпями.
Элювиальные и делювиальные россыпи имеют вид плащевидных залежей, облекающих водоразделы и склоны речных долин вблизи коренных источников. Аллювиальные россыпи представлены террасовыми, долинными и русловыми типами.

## Районирование провинции
В пределах алмазоносной провинции выделяется иерархический ряд минерагенических таксонов: провинция — субпровинция — область — район – кимберлитовое поле — куст кимберлитовых тел — отдельное кимберлитовое тело (рудопроявление, месторождение).
Алмазоносная провинция — сложнопостроенный в тектоническом плане регион платформы, состоящий из стабильных блоков фундамента, благоприятных для локализации продуктивных кимберлитовых полей и структур переходного типа, перспективных на обнаружение алмазоносных пород некимберлитового генезиса.
Алмазоносная субпровинция — часть алмазоносной провинции, отличающаяся от соседних, строением осадочного чехла, кристаллической коры и верхней мантии, а также, особенностями размещения, генезисом и составом магматических образований, включая и кимберлиты.
Алмазоносная область — в минералогическом плане это часть субпровинции, характеризующаяся своеобразной ассоциацией минералов кимберлитов, а в тектоническом отношении, выделяется линейно-дискретным распределением сообществ алмазоносных пород, тяготеющих к зонам разломов.
Алмазоносный район — сравнительно компактная площадь распространения пространственно сближенных кимберлитовых и россыпных полей, площадных ореолов рассеяния минералов кимберлитов, приуроченных к узлу пересечения разноориентированных зон разломов.
Кимберлитовое поле — сообщество пространственно сближенных кимберлитовых тел или групп тел, часто имеющих близкие вещественно-индикационные характеристики.
Куст кимберлитовых тел – группа пространственно сближенных кимберлитовых тел, сконцентрированных на локальном участке площадью до первых десятков км2, со сходным вещественным составом и близкими типоморфными особенностями алмазов и индикаторных минералов кимберлитов.
Кимберлитовое тело — магматическое образование, эксплозивное и интрузивное, сложенное разновидностями кимберлитовых пород нескольких этапов внедрения.
На территории Якутской алмазоносной провинции выделяются две субпровинции — Лено-Анабарская на севере и Центрально-Сибирская на юге, которые различаются составом и уровнем алмазоносности кимберлитов. Наиболее перспективной для проведения алмазопоисковых работ является территория Центрально-Сибирской субпровинции, состоящей из двух областей: Вилюйско-Мархинской и Верхневилюйской. Это области с высоким и средним потенциалом алмазоносности известных среднепалеозойских коренных кимберлитовых месторождений.
Значительно ниже оценивается уровень коренной алмазоносности Лено-Анабарскаой субпровинции. Здесь выделяются две группы областей. Первая — это Оленёкская и Анабаро-Куонамская области, где широким развитием пользуются низко- и убогоалмазоносные коренные источники и возможно выявление полигенных и полихронных кимберлитов низкой и средней продуктивности. Ко второй группе относятся Анабаро-Приверхоянская и Маймеча-Котуйская области, для которых предполагаются коренные месторождения некимберлитового генезиса. К этой же группе относится Попигайский район с известными коренными месторождениями импактных алмазов.
| Алмазоносная провинция    | Якутская             | Якутская             | Якутская             | Якутская             | Якутская             | Якутская             | Якутская             | Якутская             | Якутская                                  | Якутская             | Якутская        | Якутская                                                                                             | Якутская                                                    | Якутская           | Якутская | Якутская           | Якутская           | Якутская               | Якутская               | Якутская               | Якутская               |
| Алмазоносные субпровинции | Центрально-Сибирская | Центрально-Сибирская | Центрально-Сибирская | Центрально-Сибирская | Центрально-Сибирская | Центрально-Сибирская | Центрально-Сибирская | Центрально-Сибирская | Центрально-Сибирская                      | Центрально-Сибирская | Лено-Анабарская | Лено-Анабарская                                                                                      | Лено-Анабарская                                             | Лено-Анабарская    | Лено-Анабарская | Лено-Анабарская    | Лено-Анабарская    | Лено-Анабарская        | Лено-Анабарская        | Лено-Анабарская        | Лено-Анабарская        |
| Алмазоносные области      | Вилюй-Мархинская     | Вилюй-Мархинская     | Вилюй-Мархинская     | Вилюй-Мархинская     | Вилюй-Мархинская     | Вилюй-Мархинская     | Верхневилюйская      | Верхневилюйская      | Верхневилюйская                           | Верхневилюйская      | Оленёкская      | Оленёкская                                                                                           | Оленёкская                                                  | Анабаро-Куонамская | Анабаро-Куонамская | Анабаро-Куонамская | Анабаро-Куонамская | Маймеча-Котуйская      | Анабаро-Приверхоянская | Анабаро-Приверхоянская | Анабаро-Приверхоянская |
| Алмазоносные районы       | Мурбайский           | Малоботуобинский     | Крестяхский          | Ыгыаттинский         | Среднемархинский     | Муно-Тюнгский        | Моркокинский         | Верхневилюйский      | Далдыно-Алакитский                        | Мунский              | Приленский      | Среднеоленёкский                                                                                     | Нижнеоленёкский                                             | Верхнеоленёкский   | Куонамский | Анабарский         | Попигайский        |                        | Уэле-Уджинский         | Нижнеленский           | Приморский             |
| Кимберлитовые поля        |                      | Мирнинское           |                      | Сюльдюкарское        | Накынское            |                      |                      |                      | Моркокинское Алакит-Мархинское Далдынское | Верхнемунское        |                 | Севернэйское Чомурдахское Усть-Силигирское Восточно-Укукитское Западно-Укукитское Верхнемоторчунское | Мерчимденское Куойкско-Молодинское Толуопское Хорбусуонское |                    | Куранахское Лучаканское Биригиндинское Дюкенское Верхнекуонамское Ары-Мастахское Старореченское Орто-Ыаргинское Эбеляхское |                    |                    | Харамайское Далдыхское |                        |                        |                        |

По степени сложности геолого-геофизической обстановки территория провинции подразделяется на 6 типов площадей, где кимберлитовмещающими породами являются терригенно-карбонатные докембрийские и палеозойские отложения:
- Открытые площади
I геотип — площади развития терригенно-карбонатных пород нижнего палеозоя, протерозоя и архея с маломощным (до 3 м) чехлом рыхлых отложений;
- Закрытые площади
II геотип — площади, перекрытые разновозрастными отложениями, преимущественно континентального генезиса, мощностью до 20 м;
III геотип — площади, перекрытые чехлом полигенных разновозрастных отложений, в основании которого преимущественно развиты породы континентального генезиса, мощностью более 20 м;
IV геотип — площади с широким развитием пород трапповой формации, залегающих в/на перекрывающих кимберлитовмещающий цоколь отложениях;
V геотип — площади залегания пород трапповой формации на кимберлитовмещающем основании;
VI геотип — площади с широким развитием в основании перекрывающего комплекса отложений прибрежно-морских фаций и фаций транзитных водотоков.

## Якутские алмазы
| №  | Имя алмаза / факта извлечения*               | Масса, кар | Месторождение                        | Год находки | Описание |
| -- | -------------------------------------------- | ---------- | ------------------------------------ | ----------- | --- |
| 1  | 80 лет Победы в Великой Отечественной войне* | 468,30     | Верхнемунское месторождение / Россия | 2025        | Алмаз ювелирного качества фантазийного янтарного цвета. Размер кристалла 56×54×22 мм |
| 2  | Без названия                                 | 401,97     | рос. Эбелях / Россия                 | 2013        | |
| 3  | Без названия                                 | 390,7      | рос. Эбелях / Россия                 | 2023        | Светлый кристалл нестандартной формы, окаймлённый жёлто-коричневым ореолом. Приобретён Гохраном России |
| 4  | XXVI съезд КПСС                              | 342,57     | тр. Мир / СССР                       | 1980        | Назван в честь предстоящего XXVI съезда КПСС, открывшегося в Москве 23 февраля 1981 года. Самый крупный алмаз, добытый в России. Размер алмаза 48,0×36,0×25,0 мм. Кристалл комбинационной формы с развитием граней октаэдра и ромбододекаэдра; отсутствует 1/4 часть кристалла вследствие природного дробления; грани ступенчато-пластинчатого строения; в периферийной зоне присутствует несколько включений чёрного цвета; прозрачный с лимонно-жёлтым оттенком               |
| 5  | Александр Пушкин                             | 320,65     | тр. Удачная / СССР                   | 1989        | Алмаз назван именем гениального русского поэта Александра Сергеевича Пушкина (1799—1837 гг.) в связи со 190-летием со дня его рождения. Размер алмаза 45,0×33,0×30,0 мм. Кристалл имеет лимонно-жёлтый нацвет, морфологически представлен обломком более крупного двойникового сростка алмаза |
| 6  | Без названия                                 | 301,55     | тр. Удачная / Россия                 | 2003        | Размер алмаза 46×32×26 мм. Кристалл вытянутой формы лимонного цвета |
| 7  | Творец                                       | 298,48     | рос. Биллях / Россия                 | 2004        | Размер алмаза 52,4×33,0×24,4 мм |
| 8  | 40 лет Победы                                | 291,70     | тр. Сытыканская / СССР               | 1985        | Алмаз назван в честь приближающегося 40-летия Победы Советского Союза над фашистской Германией в Великой Отечественной войне (1941—1945 гг.). Размер алмаза 38×30×23 мм. Техногенный обломок кривогранного октаэдра; бесцветный |
| 9  | Без названия                                 | 262,5      | рос. Эбелях / Россия                 | 2024        | Прозрачный монокристалл с единичными включениями графит-сульфида и слабым ожелезнением |
| 10 | Без названия                                 | 242,31     | тр. Нюрбинская / Россия              | 2009        | Алмаз ювелирного качества размерами 21,7×31,3×41,9 мм |
| 11 | Свободная Россия                             | 241,81     | тр. Сытыканская / СССР               | 1991        | Алмаз назван в честь провозглашения независимости России 12 июня 1991 года и в знак признательности и уважения к её народам. Размер алмаза 47×32×24 мм. Техногенный обломок ромбододекаэдра; бесцветный |
| 12 | Без названия                                 | 241,21     | тр. Нюрбинская / Россия              | 2016        | Полупрозрачный алмаз размером 38,64×27,34×25,46 мм имеет сероватый оттенок. На поверхности имеются следы растворения в виде каналов травления. В промежуточной и периферийной зонах есть большие трещины, в кристалле присутствуют включения графит-сульфидов |
| 13 | Рассвет / Анабар*                            | 236,25     | рос. Эбелях / Россия                 | 2020        | Алмаз размером 47×24×22 мм имеет яркий жёлто-коричневый оттенок |
| 14 | Город Вилюйск*                               | 235,17     | тр. Юбилейная / Россия               | 2013        | Назван в честь 380-летия основания города Вилюйск. Морфологически алмаз был представлен искажённым октаэдрическим кристаллом со ступенчато-пластинчатой и блоковой скульптурой граней. Кристалл имел значительные сколовые повреждения, тёмноцветные включения в периферийной области и характеризовался серовато-жёлтым цветом. Из алмаза огранено 10 бриллиантов — 2 круглой, 1 овальной, 3 грушевидной формы и 4 формы «маркиз». Наиболее крупный из них – «Звезда Вилюйска» |
| 15 | Без названия                                 | 232,4      | тр. Удачная / Россия                 | 2019        | Алмаз имеет желтоватый оттенок. На поверхности кристалла октаэдрической формы размером 40×39×23 мм есть природный и техногенные сколы |
| 16 | Звезда Якутии                                | 232,10     | тр. Мир / СССР                       | 1973        | Название кристалл получил за свою красоту, в знак уважения к земле, породившей его. Размер алмаза 37,0×35,0×33,0 мм. Октаэдр с округлёнными рёбрами и вершинами; грани ступенчато-пластинчатого строения с треугольными впадинами и занозистой штриховкой; одно ребро пересекает неглубокая трещина; бесцветный, прозрачный |
| 17 | 25 лет АО «Алмазы Анабара»*                  | 217,99     | рос. Эбелях / Россия                 | 2022        | Назван в честь 25-летия предприятия «Алмазы Анабара» |
| 18 | Борис Эйфман*                                | 214,65     | рос. Нюрбинская / Россия             | 2016        | Назван в честь балетмейстера, народного артиста и заслуженного деятеля искусств Российской Федерации Бориса Янкелевича Эйфмана. Размер алмаза 42,11×34,26×16,07 мм. Камень полупрозрачный с серым оттенком, морфологически представлен фрагментом кристалла со следами растворения, в объёме камня имеются трещины и включения тёмноцветных минералов |
| 19 | Премьер                                      | 210,55     | тр. Мир / СССР                       | 1991        | Алмаз назван в честь приезда в г. Удачный премьер-министра советского правительства В. С. Павлова. Размер алмаза 29,1×25,6×20,0 мм. Октаэдр уплощённый с грубоступенчатыми гранями, с техногенными повреждениями по спайности; содержит мелкие включения; бесцветный, прозрачный |
| 20 | Дягилев / Дети Азии*                         | 207,29     | тр. Зарница / Россия                 | 2016        | Размер алмаза 38,0×37,0×18,0 мм. Морфологически представлял искажённый кристалл переходной формы с небольшой рельефностью граней и сколовыми повреждениями. Бесцветный, с внутренними дефектами в периферийной зоне. Из алмаза огранено 9 бриллиантов. Наиболее крупный из них – «Представление» |
| 21 | 60 лет ВЛКСМ                                 | 200,74     | тр. Мир / СССР                       | 1978        | Алмаз назван в честь 60-летия ВЛКСМ. Алмаз комбинационной формы. В центре — включение хромита, в периферийной зоне — два включения оливина и несколько включений чёрного цвета. Прозрачный с буроватым оттенком |

## Интересные факты
- В 1945 году был опубликован научно-фантастический рассказ И. А. Ефремова «Алмазная труба» о поисках алмазов в Сибири, который предвосхитил открытие коренных месторождений этого минерала в Якутии.
- После находки первого алмаза на косе Соколиной в центр Амакинской экспедиции, который в то время находился в Иркутске, ушла закодированная телеграмма: «Подох 1 олень», что значило найден алмаз. Затем в течение недели были найдены ещё три алмаза. Реакции никакой. Подобные телеграммы шли с Вилюя одна за другой, и когда они достигали апогея — счёт «мёртвых» олений пошёл на десятки — в ответ была получена телеграмма: «Примите срочные меры по сохранению оленей, вся ответственность падает на вас»[50].

- «Закурили трубку мира, табак хороший. Авдеенко, Елагина, Хабардин» – этой зашифрованной радиограммой советские геологи-разведчики в июне 1955 года информировали руководство Амакинской экспедиции о найденном в бассейне р. Ирелях месторождении алмазов, сейчас известном как кимберлитовая трубка Мир[51].
- Среди действующих месторождений Якутии самое высокое содержание алмазов в трубке Интернациональная – 8,27 кар/т[52].
- Кимберлитовая трубка Юбилейная, открытая в 1975 году на территории Алакит-Мархинского кимберлитового поля, является крупнейшей кимберлитовой трубкой в Якутской алмазоносной провинции. Размер рудного тела под перекрывающими породами составляет 1293×741 м, площадь – 560 000 м2[53].
- Рудник «Интернациональный» – первый подземный алмазный рудник России, запущен 14 августа 1999 года[54].
- На севере провинции разведаны гигантские запасы импактных алмазов на месторождениях, приуроченных к Попигайскому метеоритному кратеру. Суммарные запасы этих объектов достигают почти 268 млрд карат и превышают запасы всех известных алмазных месторождений мира, однако по качеству камни относятся к техническим разностям[55].
- В октябре 2012 года на трубке Юбилейная был добыт один из крупнейших якутских алмазов технического качества массой 888,15 карата. Алмаз непрозрачный, зеленовато-серого цвета. Его размеры составляют 58×48×36 мм[56].
- В 2019 году на одном из месторождений Накынского кимберлитового поля был добыт алмаз-матрёшка, в полости которого свободно перемещается алмаз меньшего размера. Масса кристалла составила 0,62 карата.
- С 1959 года, когда развернулась промышленная добыча алмазов на предприятиях треста «Якуталмаз», крупным ювелирным алмазам присваиваются названия в честь юбилейных и памятных дат, выдающихся деятелей политики, науки и искусства, ушедших из жизни и ныне живущих, знаменательных дат и событий в истории России и Якутии, неординарных событий в мировой истории[57]. Одними из первых именных крупных ювелирных алмазов были «Первенец семилетки» (37,3 кар) и «Фестивальный» (40,43 кар), добытые в 1959 году и названные так в связи с началом выполнения семилетнего плана СССР и в честь VII Всемирного фестиваля молодёжи и студентов соответственно.